# Canarium ovatum
Canarium ovatum är en tvåhjärtbladig växtart som beskrevs av Adolf Engler. Canarium ovatum ingår i släktet Canarium och familjen Burseraceae. IUCN kategoriserar arten globalt som sårbar. Inga underarter finns listade i Catalogue of Life.

## Bildgalleri

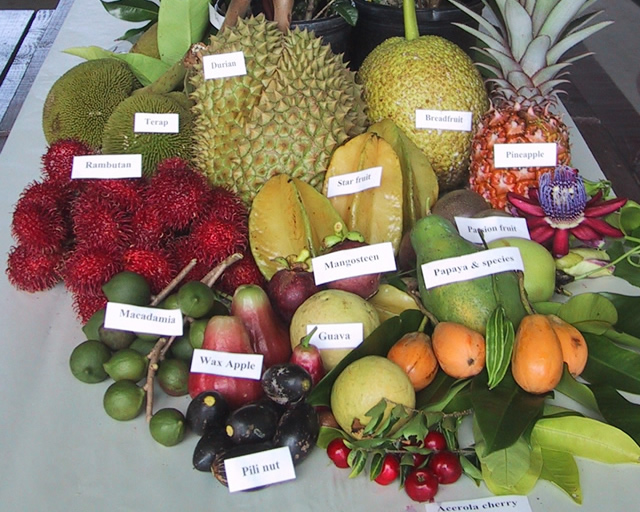
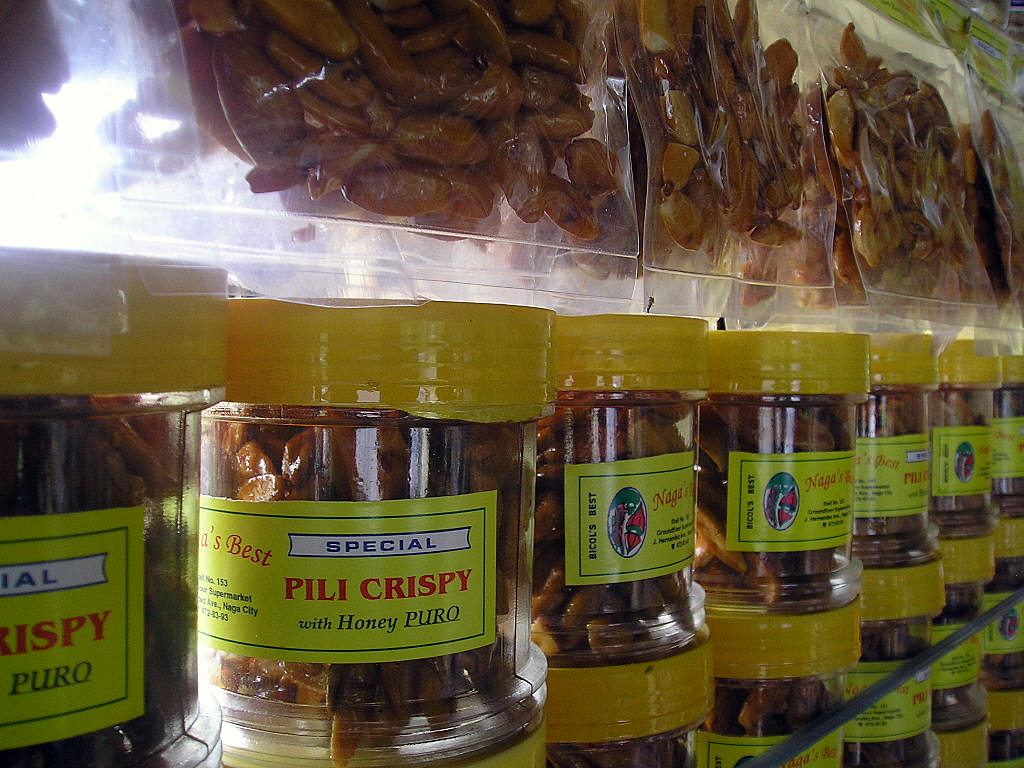